# Copiah County
Copiah County er et county i den amerikanske delstat Mississippi. Det blev grundlagt i 1823. Det samlede arealet er 2 019 km², hvoraf 2 011 km² er land.
Administrations hovedstaden er Hazlehurst.